# Sarcopteryx martyana
Sarcopteryx martyana är en kinesträdsväxtart som först beskrevs av Ferdinand von Mueller, och fick sitt nu gällande namn av Ludwig Radlkofer. Sarcopteryx martyana ingår i släktet Sarcopteryx och familjen kinesträdsväxter. Inga underarter finns listade i Catalogue of Life.